# Miruts Yifter
Miruts Yifter (Adigrat, 15 de maio de 1944 - Toronto, 22 de dezembro de 2016) foi um atleta da Etiópia, bicampeão olímpico de atletismo nos Jogos de Moscou, em 1980.
Yifter passou sua juventude trabalhando em fábricas e como condutor de carroças. Seu talento para a corrida foi notado pela primeira vez quando servia na Força Aérea da Etiópia.
Foi convocado pela primeira vez para a equipe olímpica em 1968, para participar dos Jogos da Cidade do México. Ele porém, só fez a sua estreia em Olimpíadas quatro anos depois, em Munique 1972. Nestes Jogos, Yifter ganhou a medalha de bronze nos 10000 m e curiosamente, dormiu demais e chegou atrasado para a prova dos 5000 m, na qual também estava inscrito.
Nos Jogos Pan-Africanos de 1973, em Lagos, na Nigéria, ele ganhou a medalha de ouro nos 10000m e a medalha de prata nos 5000m. Em 1976, entretanto, Yifter viu sua oportunidade de ganhar uma medalha de ouro nos Jogos Olímpicos se esvair, quando as nações africanas em bloco retiraram-se dos Jogos de Montreal, devido à presença neles da Nova Zelândia, que havia quebrado um acordo internacional pouco tempo antes, enviando uma equipe de rúgbi para participar de um torneio na racista África do Sul, então banida há décadas dos Jogos, devido a sua política oficial do Apartheid.
Em 1980, nos Jogos Olímpicos de Moscou, ele teria a oportunidade de superar seu desapontamento anterior, conquistando duas medalhas de ouro nas provas de 10000 m e 5000 m e impressionando a todos pelo seu 'sprint' final, demolindo seus adversários na reta de chegada.
Durante estes Jogos, o mistério entre a imprensa especializada era a idade verdadeira de Miruts, já que constavam duas datas diferentes de nascimento em seu perfil de atleta, causados pela dificuldade e indiferença dos pais em registrar crianças no começo do século passado nas áreas mais pobres da Etiópia. A isso, ele respondeu, sem jamais ser objetivo sobre ela:
"Os homens podem roubar minhas galinhas; os homens podem roubar minha ovelha; mas nenhum homem pode roubar minha idade."